# Хаккешер-Маркт

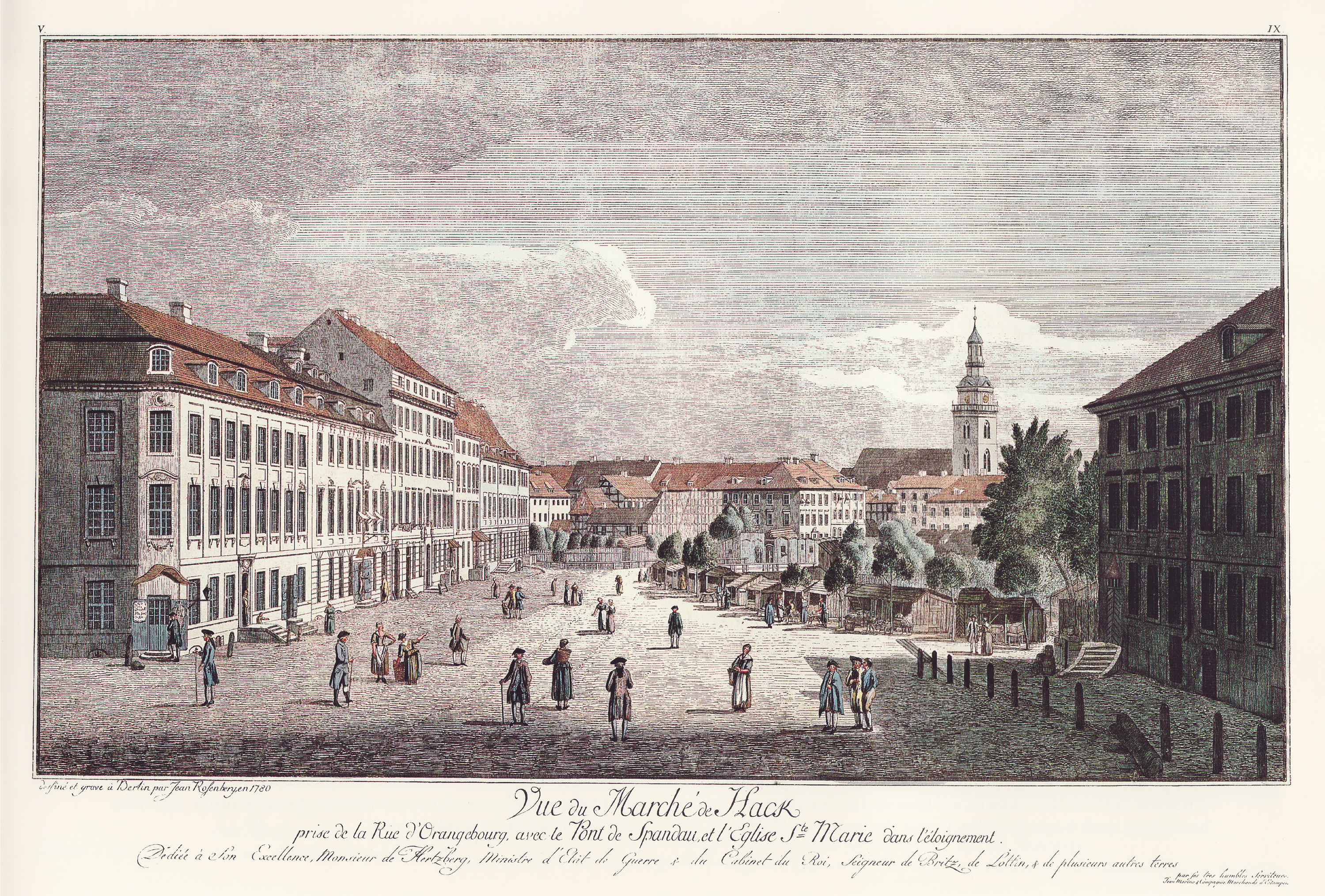
Хакская площадь в Берлине. 1780

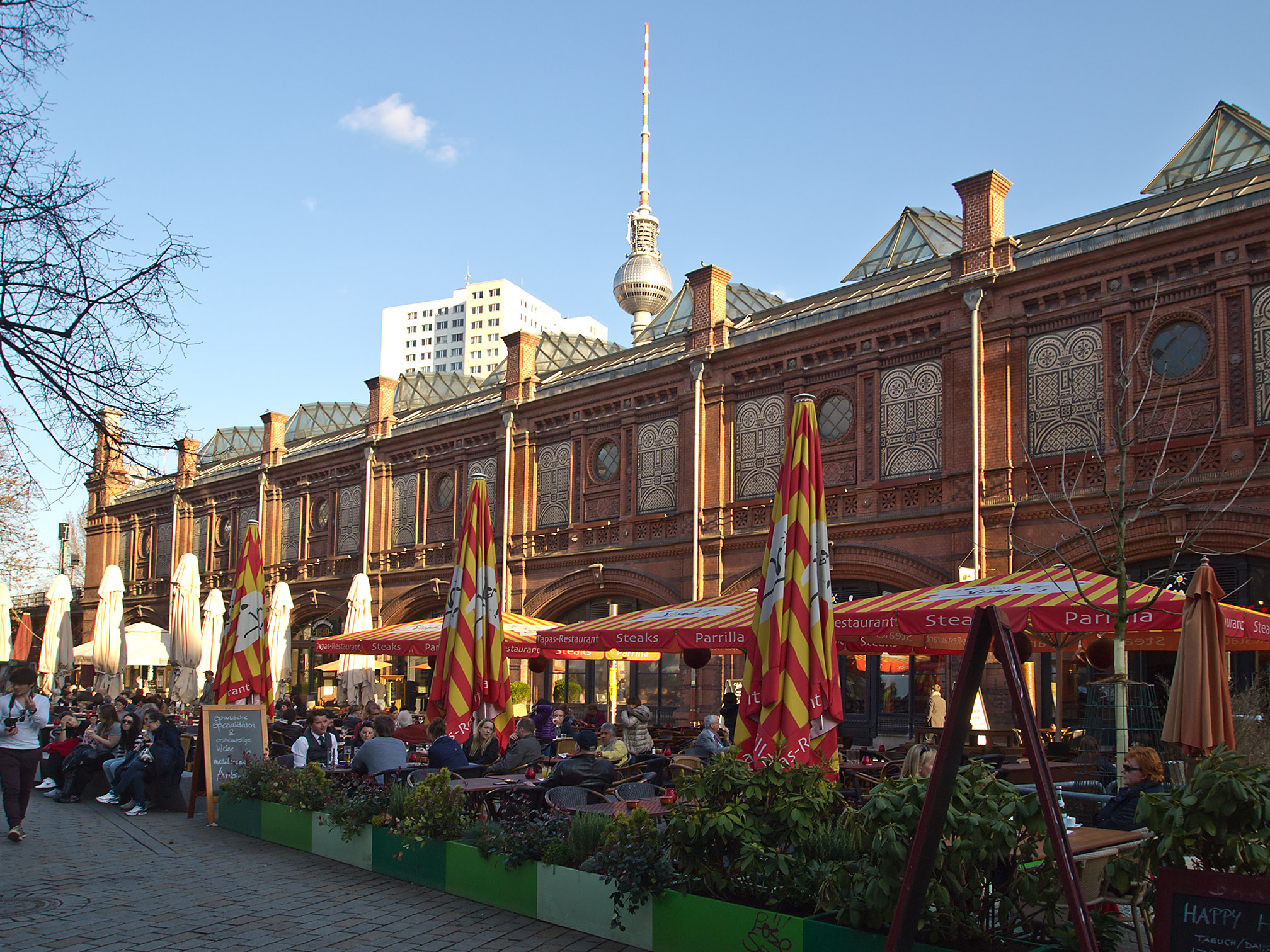
Пивной сад у станции Хаккешер-Маркт

Хаккешер-Маркт (нем. Hackescher Markt — букв. «Хакский Рынок») — площадь и транспортный узел в Шпандауском предместье Берлина, район Митте. Центр ночной жизни города. Вплоть до начала XIX века здесь в болотистой местности пролегал крепостной ров. После сноса крепостных укреплений при Фридрихе II комендант Берлина граф Ганс Кристоф Фридрих фон Хакке приказал заложить на этом месте площадь, вскоре получившую его имя.
В конце XIX — начале XX века с развитием общественного транспорта Хаккешер-Маркт превратился в крупный транспортный узел в центре города. Рядом с площадью находилась Берлинская биржа, была построена одноимённая станция городской электрички. Во Вторую мировую войну часть застройки площади была разрушена. После войны Хаккешер-Маркт оказался в советском секторе оккупации Берлина и к 60-м годах после восстановления исторического центра города у Александерплац утратил своё былое значение.
После объединения Германии и Берлина в 1990 году сохранившиеся старые сооружения были реконструированы, разрывы в застройке ликвидированы. Площадь стала большей частью пешеходной. На Хаккешер-Маркт, в арках вокзального виадука и на прилегающих улицах разместились различного типа гастрономические предприятия, и Хаккешер-Маркт стал отправной точкой в ночных развлечениях Берлина. На площади работает пивной сад и рынок выходного дня.